# Mlečni zdrob
Mlečni zdrob (tudi mlečni gres ali samo gres, tudi gris) je jed pripravljena iz zdroba (po navadi pšeničnega) skuhanega v mleku. 